# Wancheng
Wancheng är ett stadsdistrikt i Nanyang i Henan-provinsen i norra Kina.